# Babí (Náchod)
Babí (deutsch Babe, früher auch Baby) ist seit 1951 ein Ortsteil der Stadt Náchod in Tschechien. Er liegt zwei Kilometer nordöstlich des Zentrums von Náchod.

## Geographie
Babí liegt auf einer Anhöhe im Náchoder Bergland (Náchodská vrchovina). Nachbarorte sind Pavlišov (Paulisch) im Norden, Velké Poříčí und Malé Poříčí (Klein Poritsch) im Nordosten, Běloves (Bielowes) im Osten und Kramolna im Südwesten. Jenseits der Grenze zu Polen, das über den Grenzübergang Słone erreicht wird, befindet sich nordöstlich Kudowa-Zdrój (Bad Kudowa).

## Geschichte
Babi, das zum altböhmischen Königgrätzer Kreis gehörte, wurde erstmals 1415 urkundlich erwähnt. Damals bestätigte König Wenzel IV. dem Boček II. von Podiebrad den Besitz von Náchod und der zum Schloss Náchod zugehörigen Orte der Herrschaft Nachod. Da es über kein eigenes Gotteshaus verfügte, gehörte es seelsorglich zur Pfarrkirche St. Laurentius in Náchod. Der älteste namentlich bekannte Besitzer des Freibauernhofs in Babí ist für das Jahr 1545 mit Albrecht Třebešovský von Chleny (z Chlen a na Babí) belegt, der auch einen Wohnsitz am Náchoder náměstí (Hauptplatz) hatte. Der Freibauernhof stand vermutlich an der Stelle einer früheren Feste aus Holz, die mit einer Mauer und einem Wassergraben umgeben war und deren Spuren noch in den 1890er Jahren sichtbar waren. 1836 bestand Babí aus 29 Häusern, in denen 111 Einwohner lebten.
Nach der Ablösung der Patrimonialherrschaften 1848 bildete Babí eine selbständige Gemeinde, deren erster Bürgermeister (starosta) Antonín Hejzlar war. Ab 1850 gehörte Babí zum Bezirk Neustadt an der Mettau. Im selben Jahr wurde Babí mit der Gemeinde Malé Poříčí (Klein Poritsch) zusammengelegt, mit der es bis 1909 verbunden blieb.
Zu einem bedeutenden wirtschaftlichen Aufschwung kam es 1864, als der Textilunternehmer Isaac (Izák) Daniel Pick (1824–1904) auf den südöstlich unterhalb des Ortes liegenden Wiesen von Dolní Babí eine Leinenspinnerei mit 4000 Spindeln errichtete, in der mehr als 700 Arbeiter beschäftigt waren. Nach ihrem Bankrott 1869 wurde sie von Simon Katzau erworben und zu einer Baumwollspinnerei umgebaut. Nach dessen Tod 1873 erbten die Fabrik seine Söhne Felix Katzau (1848–1926) und Richard Katzau (1849–1924). 1875 erhielt Babí eine Haltestelle an der Bahnstrecke Choceň–Meziměstí (Chotzen – Halbstadt). In den 1890er Jahren beschäftigte die Firma Katzau mehr als 400 Arbeiter, deren Anzahl sich bis 1914 verdoppelte. Die Anzahl der Spindeln hatte sich bis 1909 verfünffacht. Entsprechend hatte sich auch die Einwohnerzahl von Babí von 284 im Jahre 1880 auf 935 im Jahre 1910 mehr als verdreifacht. 1887 wurde die Freiwillige Feuerwehr gegründet, 1895 die erste Schule errichtet und 1897 erhielt Babí eine Poststelle. 1899 wurde Babí dem neu gebildeten Bezirk Náchod eingegliedert. 1908 errichtete die Firma Katzau Arbeiterwohnungen nach einem Entwurf des Wiener Architekten Viktor Postelberg (1869–1920).
Nach der Gründung der Tschechoslowakei 1918 wurde in Babí eine Ortschronik angelegt. Der Eintrag auf der ersten Seite stammt vom damaligen Präsidenten Tomáš Garrigue Masaryk, der sich damals auf einer Durchreise befand. Durch Einfluss der linksgerichteten Partei kam es 1922 u. a. in der Firma Katzau zu Streiks. 1928–1930 errichtete die Firma Katzau eine Reihenhauskolonie mit Arbeiterwohnungen nach dem Entwurf des Wiener Architekten Adolf Loos. Da Babí nur wenige Kilometer von der östlich verlaufenden Grenze zum Deutschen Reich lag, wurden auf dem Gemeindegebiet ab 1936 Verteidigungsanlagen des Tschechoslowakischen Walls errichtet. Noch vor Kriegsbeginn 1939 wurde die Firma Katzau arisiert. Im Krieg wurden in den Fabrikgebäuden für Kriegszwecke Flugzeugmotoren für die Deutsche Lufthansa AG hergestellt und repariert.
Seit Kriegsende 1945 grenzen die östlichen Flure von Babi an Polen. Die ehemalige Firma Katzau wurde 1945 verstaatlicht und dem Textilverband Tepna eingegliedert. Zu dem geplanten Bau einer Kapelle kam es wegen der Machtübernahme durch die Kommunisten 1948 nicht mehr. Die nachfolgenden Repressalien durch die Landwirtschaftliche Genossenschaft Jednotné zemědělské družstvo waren u. a. gegen Landwirte gerichtet, die nicht bereit waren, ihre Grundstücke, landwirtschaftliche Geräte und Ställe in die Genossenschaft zu überführen. 1951 wurde Babí in die Stadt Náchod eingemeindet. Am 3. März 1991 hatte der Ort 738 Einwohner; beim Zensus von 2001 lebten in den 226 Wohnhäusern von Babí 769 Personen.

## Sehenswürdigkeiten

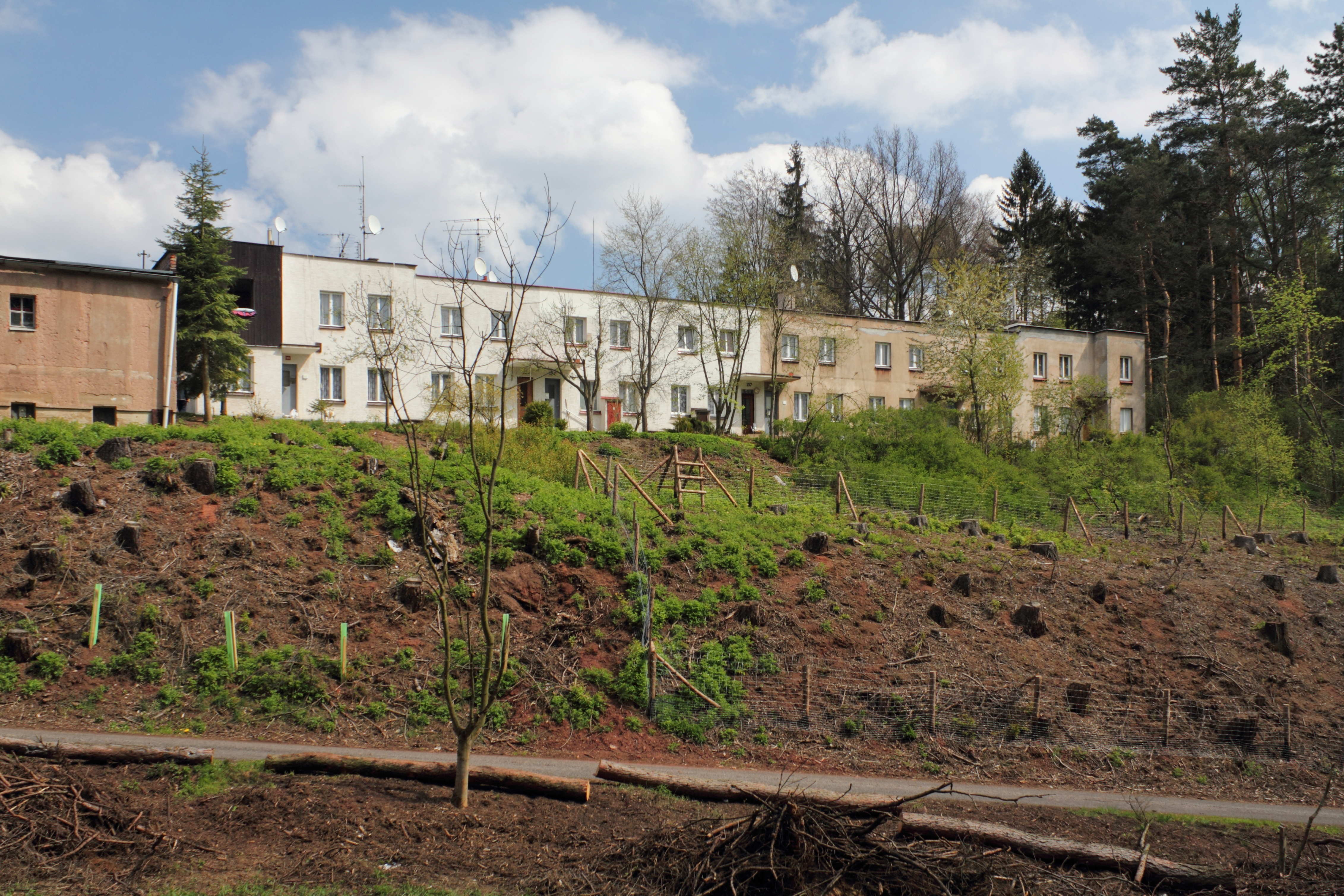
Reihenhauskolonie

- Reihenhauskolonie Na Vyšehradě 154, nach Entwurf des Architekten Adolf Loos; sie wurde 1958 in die Denkmalliste aufgenommen.[6]
- Steinernes Kreuz von 1832 zur Erinnerung an die Pestepidemie.
- Gedenktafel aus Marmor am Schulgebäude, zur Erinnerung an Johann Amos Comenius, der als Glaubensflüchtling seine mährische Heimat verlassen musste und in Babí verabschiedet worden sein soll. Dabei handelt es sich um eine Legende, da der Übergang über die böhmische Grenze tatsächlich bei Babí nördlich von Trautenau stattgefunden hat.
- Glockenturm, errichtet 1927 an der Stelle des ehemaligen hölzernen Glockenturms. Den Entwurf schuf der Náchoder Architekt Bedřich Kuchař.
- Bildsäule des hl. Johannes von Nepomuk beim ehemaligen Feuerwehrhaus.